# Commentaire zurichois
Le Commentaire zurichois (en allemand Zürcher Kommentar, abrégé en ZK ou ZuKo) est une série de commentaires juridiques qui traitent du droit civil suisse (Code civil, Code des obligations et lois fédérales relatives) et publiés par la maison d'édition Schulthess. 

## Histoire
Les premiers commentaires remontent à l'époque où les deux codifications du droit privé suisse sont rédigées, le Code des obligations du 14 juin 1881 et le Code civil suisse du 10 décembre 1907. En 1891, une édition éditée du Code  des obligations avec le sous-titre Larger Using Practice est publiée, commentée par Albert Schneider et Heinrich Fick. Ce travail peut être considéré comme un précurseur du Kommentar. En 1909, deux ans après l'adoption du code civil (le 10 décembre 1907) et trois ans avant son entrée en vigueur, un premier volume sur le droit de la propriété paraît, commenté par Carl Wieland. Cela marque le début du Zürcher Kommentar. Les premiers éditeurs étaient August Egger, Arnold Escher, Hugo Oser, Alexander Reichel et Carl Wieland. 
Depuis sa fondation, le Zürcher Kommentar n'a cessé de s'élargir et avec lui son comité de rédaction, qui s'élargit dans les années 1930 à 1936 avec Robert Haab, Arthur Homberger, Alfred Siegwart et le juge fédéral Wilhelm Schönenberger et en 1948 par F. Wolfhart Bürgi, Max Gutzwiller, Peter Liver, Werner von Steiger, Peter Jäggi et Werner Scherrer. Cette période est marquée, entre autres, par la nouvelle édition du droit personnel et familial d'Egger, le commentaire sur le registre foncier et immobilier d'Arthur Homberger, et le commentaire sur le droit des sociétés par actions d'Alfred Siegwart. 
En raison du fort développement dans le domaine du droit privé fédéral se pose rapidement la question de savoir comment développer ce domaine. L'entrée en vigueur de la loi sur le droit international privé (LDIP, RS 291) le 1er janvier 1989 a donné lieu à un premier pas dans cette direction. Depuis lors, les lois dérivées pertinentes ont été intégrées dans la série de commentaires et font également fait l'objet de commentaires propres, comme par exemple la loi sur les fusions (LFus, RS 221.301) et la loi sur les partenariats enregistrés (LPart, RS 211.231).

## Editions en ligne
Le Zürcher Kommentar est disponible en ligne, sans la mise en forme de l'édition imprimée, sur la base de données juridique suisse Swisslex. Il n'est pas encore disponible sous forme de livre électronique. 